# ダンドーク
ダンドーク (Dundalk) は、アイルランド北東部、レンスター地方ラウス県の町。
町にはキャッスルタウン川が流れ、アイリッシュ海のダンドーク湾に注いでいる。
北アイルランドとの国境からほど近く、首都のダブリンと北アイルランド最大の都市であるベルファストの中間に位置している。
アイルランド最大の町であり、その人口は、2011年において37,816人であった。

## 外部リンク

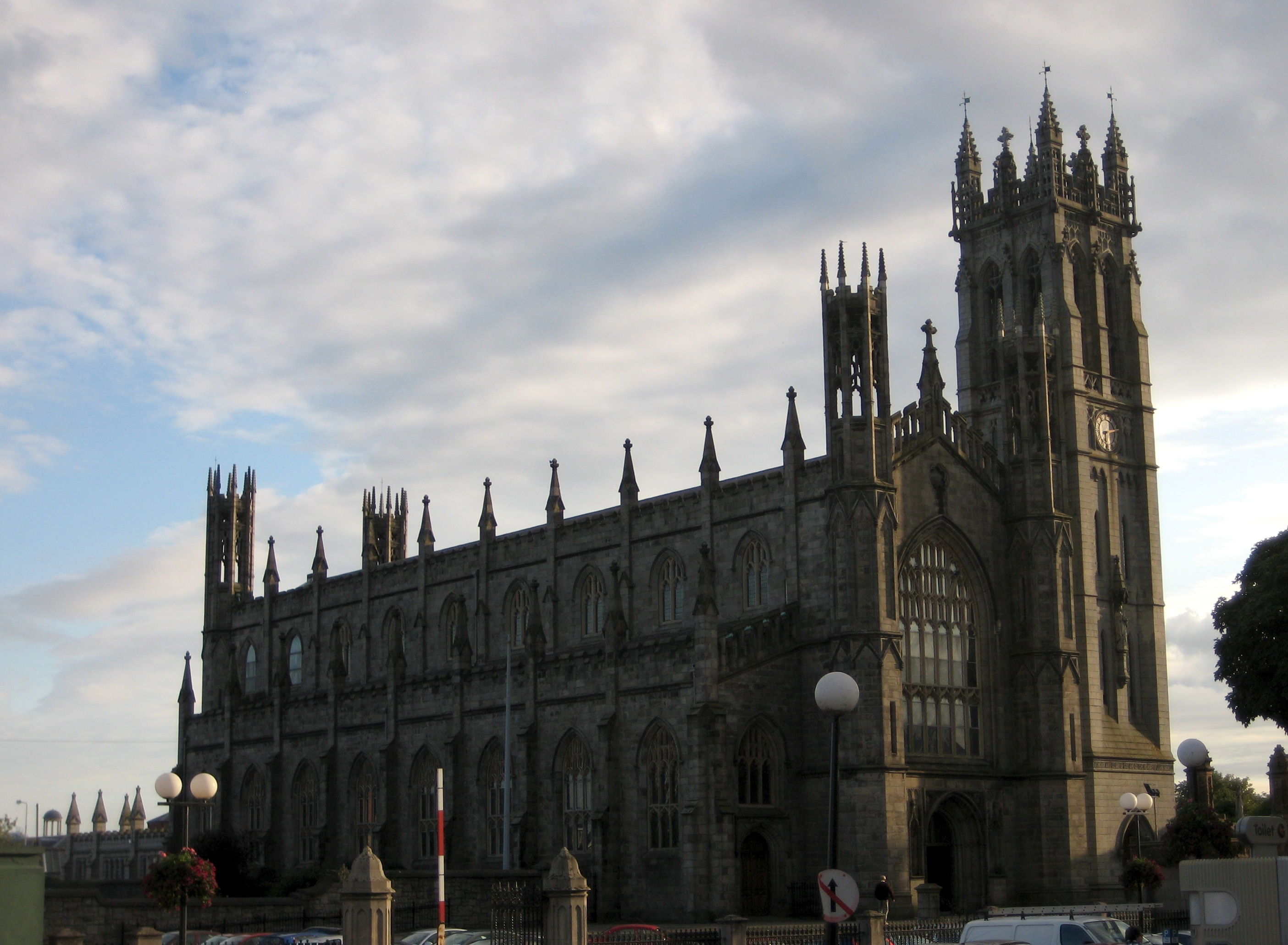
セント・パトリック教会